# Pablo Martín Peré
Pablo Martín Peré (Palma, 5 de desembre de 1976) és un polític mallorquí del PSIB-PSOE, diputat al Congrés dels Diputats en la IX i X legislatures.
Llicenciat en Dret i màster en Direcció Administrativa Financera per CEREM Business School. Va ser Conseller Insular i Portaveu Adjunt del Grup Socialista en el Consell Insular de Mallorca (2007-2009) i Secretari de Relacions Institucionals i Portaveu Adjunt del PSIB-PSOE fins que, el febrer de 2009 substituí Antoni Garcias Coll al Congrés dels Diputats. Ha estat president de la Comissió de Peticions Fou reelegit a les eleccions generals espanyoles de 2011 i ha estat vicepresident segon de la Comissió de Justícia.